# Ястржембски, Деннис
Деннис Ястржембски (нем. Dennis Jastrzembski; род. 20 февраля 2000, Рендсбург, Шлезвиг-Гольштейн) — немецкий футболист с польским паспортом, вингер клуба «Фортуна» (Дюссельдорф).

## Клубная карьера
Ястржембски — воспитанник клубов Хольштайн и «Герта». 20 августа 2018 года в поединке Кубка Германии против брауншвейгского «Айнтрахта» Деннис дебютировал за основной состав. 25 августа в матче против «Нюрнберга» он дебютировал в Бундеслиге, заменив во втором тайме Максимилиана Миттельштадта.

## Карьера в сборной
В 2017 году Ястржембски в составе юношеской сборной Германии принял участие в юношеском чемпионате Европы в Хорватии. На турнире он сыграл в матчах против команд Боснии и Герцеговины, Сербии, Нидерландов и Испании.
В том же году Ястржембски принял участие в юношеском чемпионате мира в Индии. На турнире он сыграл в матчах против команд Коста-Рики, Гвинеи и Колумбии.